# Emmanuel Yeboah
Emmanuel Yeboah (Sunyani, 25 febbraio 2003) è un calciatore ghanese, attaccante dell'Halmstad in prestito dal Brøndby.

## Carriera
Cresciuto nelle giovanili degli Young Apostles in Ghana, nel marzo del 2022 viene acquistato dai rumeni del CFR Cluj, che lo aggregano al proprio settore giovanile. Promosso in prima squadra in estate, il 9 luglio fa il suo esordio con i Feroviarii disputando l'incontro della Supercoppa di Romania perso per 1-2 contro il Sepsi. Quattro giorni dopo ha anche esordito nelle competizioni europee, in occasione dell'incontro dei turni preliminari di Champions League perso ai rigori con gli armeni del P'yownik. Il 16 luglio esordisce in Liga I, nell'incontro vinto per 1-0 contro il Rapid Bucarest, mentre il 7 agosto ha siglato la sua prima rete in campionato, nell'incontro vinto per 2-0 sul campo del Chindia Târgoviște.

## Statistiche

### Presenze e reti nei club
Statistiche aggiornate al 23 gennaio 2023.
| Stagione        | Squadra         | Campionato      | Campionato | Campionato | Coppe nazionali | Coppe nazionali | Coppe nazionali | Coppe continentali | Coppe continentali | Coppe continentali | Altre coppe | Altre coppe | Altre coppe | Totale | Totale | Totale |
| Stagione        | Squadra         | Comp            | Pres       | Reti       | Comp            | Pres            | Reti            | Comp               | Pres               | Reti               | Comp        | Pres        | Reti        | Pres   | Reti   |        |
| --------------- | --------------- | --------------- | ---------- | ---------- | --------------- | --------------- | --------------- | ------------------ | ------------------ | ------------------ | ----------- | ----------- | ----------- | ------ | ------ | ------ |
| 2022-2023       | CFR Cluj        | L1              | 17         | 3          | CR              | 1               | 0               | UCL+UECL           | 1+9                | 0                  | SR          | 1           | 0           | 29     | 3      |        |
| Totale carriera | Totale carriera | Totale carriera | 17         | 3          |                 | 1               | 0               |                    | 10                 | 0                  |             | 1           | 0           | 29     | 3      |        |